# Мано (река)
Мано (англ. Mano) — река в Западной Африке, образует часть границы между Либерией и Сьерра-Леоне.

## География
Река Мано протекает в Западной Африке. Берёт своё начало на Гвинейском нагорье как Зелиба около Воинджамы в Либерии на границе с Гвинеей. Протекает примерно 50 км к западу, а затем поворачивает на юг. Вскоре после этого, в устье Гбеи, меняет своё имя на Мано. Затем продолжает течь на юго-запад и образует естественную границу между Либерией и Сьерра-Леоне от устья своего главного притока Морро. Протекает через округа Кайлахун, Кенема и Пуджехун в Сьерра-Леоне и через графства Лофа, Гбарполу и Гранд-Кейп-Маунт в Либерии.
Площадь бассейна реки — 7520 км², длина — 391 км.

## Притоки
В Мано впадают следующие притоки:
- Ручей Манвунья, 60 км
- Гбея, 54 км
- Морро, 136 км
- Ручей Конья, 33 км
- Махой, 110 км
- Ручей Масуа, 25 км.

## Экономика
Основной экономической отраслью в областях, через которые протекает Мано в Гвинее, Сьерра-Леоне и Либерии, является добыча алмазов. Контроль над богатством района и нестабильность национальных правительств всех трёх стран привели к ряду насильственных конфликтов с участием этих районов в 1990-х годах. Добыча т. н. кровавых алмазов стала одной из причин Первой гражданской войны в Либерии в 1989—1996 годах, Второй гражданской войны в Либерии в 1999—2003 годах и Гражданской войны в Сьерра-Леоне в 1991—2002 годах.
После окончания гражданской войны в обеих странах в 2007 году был вновь открыт важный мост через Мано между Либерией и Сьерра-Леоне.

## Союз государств реки Мано
В 1973 году Либерия и Сьерра-Леоне основали Союз государств реки Мано. В 1980 году к нему присоединилась Гвинея. Союз был возобновлён в 2004 году как таможенно-экономический союз и в 2008 году к нему присоединился Кот-д’Ивуар.